# جوناس كوبيليوس
جوناس كوبيليوس (27 يوليو 1921 - 30 أكتوبر 2011) (بالليتوانية: Jonas Kubilius)‏ هو رياضياتي ليتواني عمل على نظرية الاحتمال ونظرية الأعداد. كان رئيس جامعة فيلنيوس لمدة 32 عاما، وخدم فترة واحدة في البرلمان الليتواني.

## حياته
ولد كوبيليوس في قرية فيرموس، مقاطعة إيروفيلكاس، بلدية مقاطعة جورباركاس، ليتوانيا في 27 يوليو 1921. تخرج من مدرسة راسينيا الثانوية في عام 1940، ودخل جامعة فيلنيوس وتخرج منها بامتياز في عام 1946 بعد قضاء سنة في تدريس الرياضيات في المدرسة المتوسطة.
حصل كوبيليوس على درجة مرشح العلوم في عام 1951 من جامعة لينينغراد. حصل على درجة الدكتوراه في العلوم (التأهل للأستاذية) في عام 1957 من معهد ستيكلوف للرياضيات في موسكو.

## روابط خارجية
- جوناس كوبيليوس في شجرة علماء الرياضيات
- O'Connor، John J.؛ Robertson، Edmund F.، "جوناس كوبيليوس"، تاريخ ماكتوتور لأرشيف الرياضيات
- Jonas Kubilius home page at Vilnius University
- Jonas Kubilius home page at the Institute of Mathematics and Informatics